# Овсянников, Александр Николаевич (педагог)
Александр Николаевич Овсянников (1842—1899) — русский педагог.

## Биография
Родился 27 августа (8 сентября) 1842 года в семье Николая Андреевича Овсянникова. Его старший брат Николай, также стал известным педагогом и занимал должности директора Калужской и Тверской мужских гимназий.
Детство провёл в селе Шуран Казанской губернии. После обучения в Первой Казанской гимназии[уточнить] поступил в Казанский университет, историко-филологический факультет которого окончил со званием кандидата и золотой медалью за сочинение «Западно-Европейские выходцы в России в XVII веке». Был оставлен при университете для подготовления к профессорскому званию на кафедре истории, но вскоре был вынужден покинуть университет и переехать в Петербург, где посвятил себя преподавательской деятельности, избрав своей специальностью историю и географию. Преподавал историю в 1-й военной гимназии и Александровской женской гимназии.
С 1875 года состоял наблюдателем Технологическом институте.
Состоял членом Петербургского педагогического общества.
Сотрудничал с журналами: «Русская старина», «Детское чтение», «Родник», «Русский вестник»; с газетами: «Голос», «Волжско-Камский край».
Тяжело заболев, Овсянников вернулся в Казань, где и скончался в ноябре 1899 года.